# Parti écologiste roumain
Pour les articles homonymes, voir Parti écologiste (homonymie).
Le Parti écologiste roumain (en roumain : Partidul Ecologist Român) est un parti politique roumain, non membre du Parti vert européen, créé en 1990. Le parti obtient 9 élus aux élections législatives roumaines de 1990 avec un peu plus d'un pour cent des voix. Il faudra attendre 2020 pour que le parti dépasse à nouveau ce seuil. 

## Résultats électoraux

### Élections présidentielles
| Année | Candidat             | 1er tour | 2e tour |
| ----- | -------------------- | -------- | ------- |
| 2009  | Ovidiu-Cristian Iane | 0,2%     |         |
| 2014  | William Brânză       | 0,45%    |         |

### Élections législatives
| Année | Chambre des députés | Chambre des députés | Chambre des députés | Sénat           | Sénat           | Sénat           |
| Année | Voix                | %                   | Mandats             | Voix            | %               | Mandats         |
| ----- | ------------------- | ------------------- | ------------------- | --------------- | --------------- | --------------- |
| 1990  | 232 212             | 1,69                | 8 / 395             | 192 574         | 1,38            | 1 / 117         |
| 1992  | Pas de candidat     | Pas de candidat     | Pas de candidat     | Pas de candidat | Pas de candidat | Pas de candidat |
| 1996  | Pas de candidat     | Pas de candidat     | Pas de candidat     | Pas de candidat | Pas de candidat | Pas de candidat |
| 2000  | 101 256             | 0,93                | 0 / 345             | 108 370         | 0,99            | 0 / 140         |
| 2004  | 73 001              | 0,72                | 0 / 332             | 83 771          | 0,82            | 0 / 137         |
| 2008  | 18 279              | 0,27                | 0 / 334             | 48 119          | 0,70            | 0 / 147         |
| 2012  | 58 178              | 0,79                | 1 / 412             | 58 335          | 0,79            | 0 / 176         |
| 2016  | 62 414              | 0,89                | 0 / 329             | 77 218          | 1,09            | 0 / 136         |
| 2020  | 65 808              | 1,12                | 0 / 330             | 78 656          | 1,33            | 0 / 136         |

1. ↑  Au sein de la coalition "Parti vert écologiste" (Partidul verde ecologist) avec le PV.

### Élections européennes
| Année | Voix | Mandats | Tête de liste         |
| ----- | ---- | ------- | --------------------- |
| 2007  | 0,4% | 0 / 35  | Michael Peter Lechner |
| 2014  | 1,6% | 0 / 32  | Radu Moraru           |